# Saint-Jouin-Bruneval

Saint-Jouin-Bruneval este o comună în departamentul Seine-Maritime, Franța. În 1 ianuarie 2022 avea o populație de 1.822 de locuitori.